# Selbstmitleid
Selbstmitleid bezeichnet das menschliche Verhalten, seelischen Schmerz über ein scheinbar oder tatsächlich zu Unrecht erlittenes Übel zu empfinden und dies bisweilen mit großem Gestus zu beklagen. Hierbei kann es sich zum Beispiel über Kummer über das eigene Körperbild handeln. Selbstmitleid drückt sich meist in Jammern aus.  Selbstmitleid ist ein typisches Symptom bei Alkoholkrankheiten. Der Soziologe Talcott Parsons sieht in seinem Krankheitsmodell übertriebenes Selbstmitleid als eine von zwei Reaktionsmöglichkeiten von körperlich Benachteiligten auf ihren Zustand.

## Beschreibung
Obwohl das Hauptaugenmerk des Selbstmitleids auf dem Ich und den eigenen Emotionen liegt, hat es auch eine starke zwischenmenschliche Komponente. Zusätzlich zur Einsamkeit können die Betroffenen Neid, Schuld, Wut und Feindseligkeit gegenüber anderen empfinden. Menschen, die unter Selbstmitleid leiden, lenken oft auch Kritik an sich selbst ab. Sie sind normalerweise nicht in der Lage, sich selbst zu reflektieren, und geben externen Faktoren wie Pech oder dem angeblichen Groll anderer Menschen die Schuld an ihrer schlechten Situation.
Neurotisch Depressive versäumen in ihrem Selbstmitleid eigene Strategien zur Problemlösung zu entwickeln und haben kein Gefühl von Kompetenz, obwohl sie sich oft für etwas Besonderes halten.

## Verhaltensgründe und Folgen
Das Thema Selbstmitleid ist wenig erforscht, aber die verfügbare Forschung zeigt, dass Selbstmitleid ein Effekt eines Stressors eines dramatischen Ereignisses sein kann. Auch Aspekte der eigenen Persönlichkeit können einen Einfluss auf das Selbstmitleid haben. Dies kann mit antagonistischen Ansichten gegen andere kombiniert werden, da Mitleid mit sich selbst zu Eifersucht gegenüber den Menschen in der Umgebung wird. Selbst wenn dies anhand eines Ereignisses diagnostiziert werden kann, ist es nicht nur darauf beschränkt, da jeder Opfer von Mitleid mit sich selbst werden kann.
Selbstmitleid kann zu einem dauerhaften Vermeidungsverhalten werden insbesondere bei Personen, die keine anderen Verhaltensschemata zum Selbstwertschutz erlernt haben.
Wird es langfristig zur Gewohnheit, so überwiegen negative Gefühle wie Ohnmacht, Ärger, Einsamkeit, Hoffnungslosigkeit und Trauer. Das gezeigte Verhalten wird immer passiver und zunehmend von Resignation geprägt bis hin zur schweren Depression und einer posttraumatischen Verbitterungsstörung. Das Interesse an der Umwelt lässt nach und die Person zieht sich in Extremfällen gänzlich zurück. Auch wendet sich das soziale Umfeld häufig von der betroffenen Person ab, weil es deren ständigen Klagen ausweichen möchte oder sich durch Ablehnung von konkreten Hilfsangeboten brüskiert fühlt. Weitere Begleiterscheinungen können auch in Form von körperlichen Beschwerden wie zum Beispiel Kraftlosigkeit, Schlafstörungen und Appetitmangel auftreten, sowie die Neigung auf Suchtmittel zurückzugreifen, um negative Gefühle zu vermeiden oder zu betäuben.

## Abgrenzung zwischen Selbstmitleid und Selbstmitgefühl
Beide Begriffe beschreiben die Reaktion auf eine negative Abweichung von einem Normalzustand. Beim Selbstmitleid liegt der Fokus auf dem scheinbaren Anrecht auf ein „normales“ Leben. Selbstmitgefühl ist hingegen der wertfreie, verständnisvolle Umgang mit seinen eigenen Gefühlen, aber auch den eigenen Fehlern und Schwächen.
In der Denkweise der westlichen Kultur existiert Mitgefühl eher für andere, im Buddhismus hingegen wird betont, dass Menschen auch Mitgefühl mit sich selbst brauchen. Von daher ist Selbstmitgefühl eine Haltung, die sich von Selbstmitleid deutlich unterscheidet: Selbstmitleid dramatisiert und überbetont durch eine vorrangige Aufmerksamkeit das eigene Betroffensein, so als sei man selbst vom Schicksal besonders gestraft. Im Selbstmitgefühl erkennt man seine Probleme zwar an, aber verliert sich nicht passiv in ihnen, sondern möchte für das eigene Wohlbefinden aktiv und warmherzig etwas tun.